# Ormosia funeralis
Ormosia funeralis är en tvåvingeart som beskrevs av Alexander 1952. Ormosia funeralis ingår i släktet Ormosia och familjen småharkrankar.
Artens utbredningsområde är Myanmar. Inga underarter finns listade i Catalogue of Life.